# Brachys fasciferus
Brachys fasciferus är en skalbaggsart som beskrevs av Schwarz 1878. Brachys fasciferus ingår i släktet Brachys och familjen praktbaggar. Inga underarter finns listade i Catalogue of Life.